# Grand Hotel (pel·lícula)

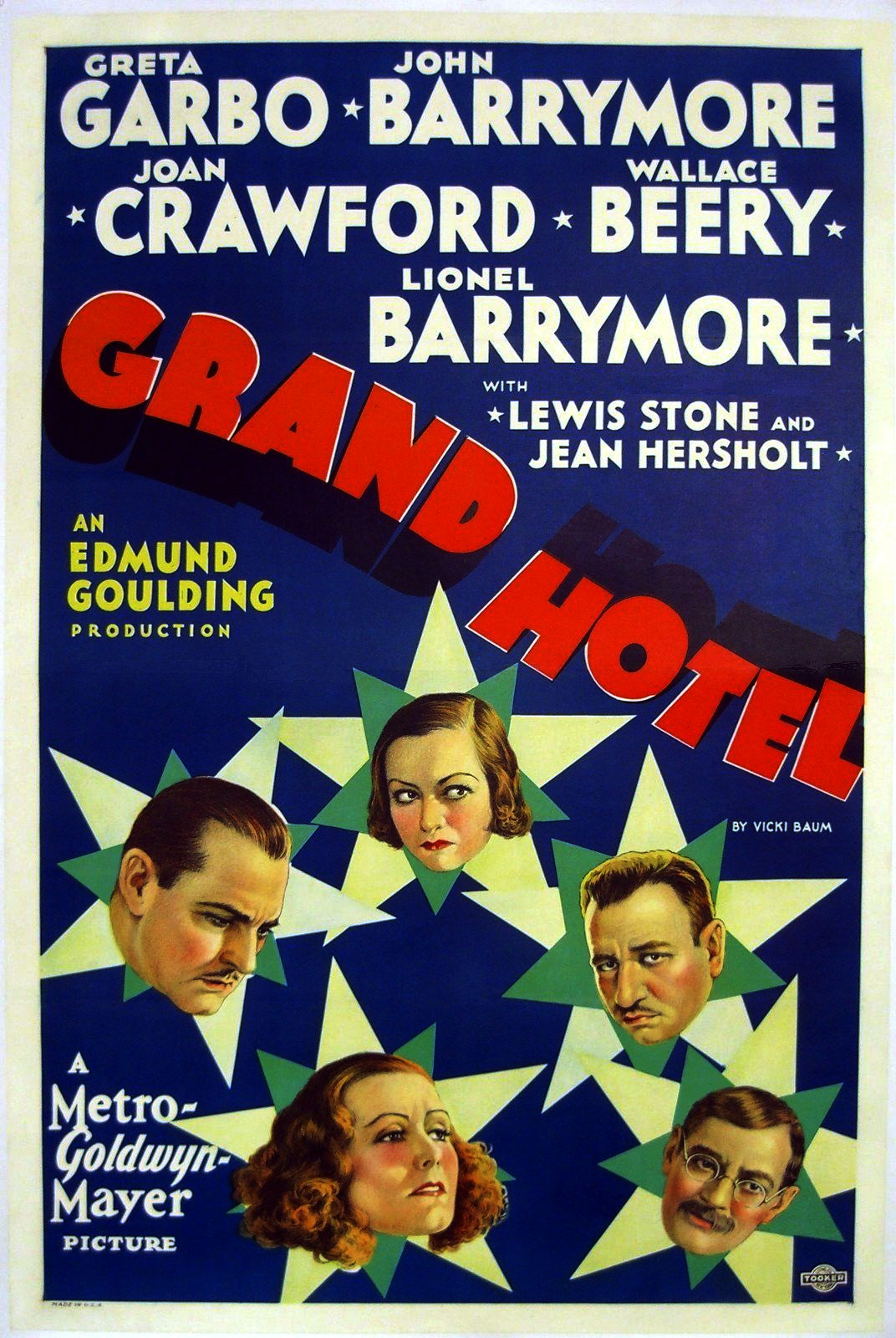
Poster de la pel·lícula ressaltant les seves estrelles

Grand Hotel és una pel·lícula pre-codi de la Metro-Goldwyn-Mayer dirigida per Edmund Goulding i protagonitzada per Greta Garbo, John Barrymore, Joan Crawford, Lionel Barrymore i Wallace Beery. Basada en una versió teatral alemana de la novel·la homònima de Vicki Baum (1929), es va estrenar el 12 d’abril de 1932 esdevenint un dels majors èxits de la companyia en aquell moment. Va aconseguir l'Oscar a la millor pel·lícula que fou a l'única categoria a què fou nominada. El 2007 el National Film Registry de la Biblioteca del Congrés dels Estats Units la va seleccionar per a la seva preservació atès el seu interès cultural, històric o estètic. Ha estat doblada al català.

## Argument
El doctor Otternschlag, un veterà desfigurat de la Primera Guerra Mundial i resident permanent del Grand Hotel, el més car de Berlín, observa: "Sempre igula, la gent ve, la gent se'n va. No passa mai res. Els clients es registren, comparteixen parts de la seva vida entre ells i després se'n van. Un d’aquests és el baró Felix von Gaigern, que va malgastar la seva fortuna i es manté com a jugador de cartes i ocasional lladre de joies. Von Gaigern es fa amic d'Otto Kringelein, un comptable moribund que ha decidit passar els dies que li queden en mig del luxe. L'antic patró de Kringelein, el director general industrial Preysing també és a l'hotel per tancar un acord important i contracta una taquígrafa, Flaemmchen, perquè l'ajudi. Ella aspira a ser actriu i ensenya a Preysing algunes fotos de la revista per a les quals ha posat.
Una altra client és la ballarina russa Grusinskaya, la carrera de la qual està en declivi. Mentre Grusinskaya és al teatre, el baró entra a la seva habitació per robar-li les joies però de cop ella retorna per el que s'ha d'amagar. Des del seu amagatall escolta com ella parla amb ella mateixa i diu que vol acabar amb tot. Aleshores el baró surt de l'amagatall i conversa amb ella. Grusinskaya se sent atreta per ell i passen la nit junts. L'endemà al matí, el baró retorna les joies a la ballarina i ella el perdona i el convida a acompanyar-la a Viena, cosa que accepta.
Per tal de canviar de vida i sortir de la banda amb la qual treballa el baró von Gaigern busca aconseguir diners com sigui. Fa una timba amb Kringelein i aquest ho guanya tot per després emborratxar-se. Va tan embriac que deixa caure la cartera i el baró se la guarda a la butxaca i es queda no només els guanys de la partida sinó també els diners que havien de permetre Kringelein viure les seves últimes setmanes de vida. Més tard, en veure la desesperació de Kringelein, el baró, que li ha pres estima, –fa veure que descobreix la cartera i li retorna.
Per la seva banda, Preysing, per a tancar el contracte ha de viatjar a Londres i demana a Flaemmchen que l'acompanyi. Més tard, quan els dos es troben a l’habitació i Preysing veu l'ombra del baró cercant entre les seves pertinences. Els dos homes lluiten fins que Preysing colpeja el baró amb el telèfon matant-lo. Flaemmchen, testimoni del que ha passat, li explica a Kringelein, que s'enfronta a Preysing. Aquest insisteix que ha actuat en defensa pròpia però Kringelein crida la policia i és arrestat. Grusinskaya marxa cap a l'estació de tren on confia trobar el baró esperant-la. Mentrestant, Kringelein s'ofereix a tenir cura de Flaemmchen, que suggereix que busquin una cura per a la seva malaltia. Quan surten de l'hotel, el doctor Otternschlag els torna a comentar: "Grand Hotel. Sempre el mateix. La gent ve. La gent se'n va. Mai no passa res".

## Repartiment
- Greta Garbo (Grusinskaya, la ballarina)
- John Barrymore (baró Felix von Gaigern)
- Joan Crawford (Flaemmchen, la taquígrafa)
- Wallace Beery (director general Preysing)
- Lionel Barrymore (Otto Kringelein)
- Lewis Stone (Dr. Otternschlag)
- Jean Hersholt (Senf, el porter)
- Robert McWade (Meierheim)
- Purnell B. Pratt (Zinnowitz)
- Ferdinand Gottschalk (Pimenov)
- Rafaela Ottiano (Suzette)
- Morgan Wallace (xofer)
- Tully Marshall (Gerstenkorn)
- Frank Conroy (Rohna)
- Murray Kinnell (Schweimann)
- Edwin Maxwell (Dr. Waitz)
- John Davidson (director de l’hotel)
- Greta Meyer (encarregada a l’habitació 174)
- Sarah Padden (netejadora a l’habitació 174)
- Rolfe Sedan (client al bar)

## Producció
Es tracta de la primera pel·lícula de l’història en reunir en un mateix repartiment un gran nombre d’estrelles, la Garbo, els germans Barrymore, Joan Crawford, Wallace Beery, Lewis Stone i Jean Hersholt. Irving Thalberg productor de la MGM, havia comprat els drets de la popular novel·la de Vicky Baum, "Menschen im Hotel" (1929), basada en les vides dels hostes i empleats d’un hotel a Berlin, per 13.000 dòlars i l’havia portat a Broadway. Davant de l’èxit de l’obra l’adaptà al cinema juntament amb William A. Drake i Béla Balázs. Per 35.000 dòlars contractà Edmund Goulding, construí el decorat més gran de la seva època i aconseguí que totes aquelles estrelles treballessin juntes amb més de 100 extres. L'estrena a Hollywood va incloure una reproducció de la recepció de l’hotel on les estrelles de la pel·lícula, i altres com Marlene Dietrich o Clark Gable, s'anaven registrant. Una de les frases pronunciades per Greta Garbo, “Vull estar sola”, passaria a la història del cinema i se la va considerar paradigmàtica de la personalitat tímida de l’actriu. La pel·lícula tingué un cost d’uns 700.000 dòlars però fou un gran èxit ingressant una suma de 2,6 milions de dòlars el primer any.